# Cubiceps nanus
Cubiceps nanus är en fiskart som beskrevs av Agafonova, 1988. Cubiceps nanus ingår i släktet Cubiceps och familjen Nomeidae. Inga underarter finns listade i Catalogue of Life.